# 刘秀杰
刘秀杰（1932年—2023年1月1日），男，江西吉水人，中国核医学专家，曾任中国医学科学院阜外心血管病医院核医学科主任。